# Sea Change
Sea Change é o oitavo álbum de estúdio lançado por Beck em setembro de 2002.
Fortemente influenciado pela dissolução de um relacionamento, o álbum recebeu excelentes comentários desde o seu lançamento e é considerado por muitos um marco na discografia de Beck.

## Detalhes
Sea Change traz arranjos de cordas e dedilhados suaves de violão. Muitas das marcas de Beck, como letras irônicas, deram lugar a um conteúdo mais sincero e simples. Neste álbum, Beck deixa de lado os pesados samplers de seus álbuns anteriores e faz uso de instrumentação real. Em entrevistas, Beck cita o término de seu longo relacionamento com sua então namorada como a maior influência no álbum. Com suas letras amorosas, críticos compararam Sea Change a Blood on the Tracks de Bob Dylan e aos trabalhos de Nick Drake. Paper Tiger inspira-se em Serge Gainsbourg, particularmente em seu álbum Histoire de Melody Nelson, de 1971.
Sea Change foi lançado com quatro diferentes capas, cada versão contendo um trabalho de arte distinto no CD e no livreto. Existem também diferentes mensagens escondidas (passagens líricas) escritas sob a bandeja do CD, em cada uma das versões.
O disco vendeu 680 mil cópias nos Estados Unidos

## Faixas
Todas as canções escritas por Beck.
| N.º | Título                                                  | Duração |  |
| 1.  | "The Golden Age"                                        | 4:35    |  |
| 2.  | "Paper Tiger"                                           | 4:36    |  |
| 3.  | "Guess I'm Doing Fine"                                  | 4:49    |  |
| 4.  | "Lonesome Tears"                                        | 5:38    |  |
| 5.  | "Lost Cause"                                            | 3:47    |  |
| 6.  | "End of the Day (originalmente Nothing I Haven't Seen)" | 5:03    |  |
| 7.  | "It's All in Your Mind"                                 | 3:06    |  |
| 8.  | "Round the Bend"                                        | 5:15    |  |
| 9.  | "Already Dead"                                          | 2:59    |  |
| 10. | "Sunday Sun"                                            | 4:45    |  |
| 11. | "Little One"                                            | 4:27    |  |
| 12. | "Side of the Road"                                      | 3:23    |  |
| 13. | "Ship in the Bottle (faixa bônus no Japão)"             | 3:12    |  |